# Dominique Arnold
Dominique Arnold, född den 14 september 1973 i Compton, Kalifornien, är en amerikansk friidrottare som tävlar i häcklöpning.
Arnold deltog vid VM i Helsingfors 2005 och slutade då på en fjärde plats på 110 meter häck på tiden 13,13. Han blev bronsmedaljör vid inomhus-VM 2006 i Moskva på tiden 7,52 på 60 meter häck.
Vid tävlingar i Lausanne den 11 juli 2006 sprang han 110 meter häck på tiden 12,90. Loppet vanns av kinesen Liu Xiang på tiden 12,88. Båda två var snabbare än det då gällande världsrekordet som britten Colin Jackson hade som var på 12,91. Idag är Arnolds tid den fjärde snabbaste genom tiderna. Bara Kubanen Dayron Robles
och amerikanen Aries Merritt har sprungit snabbare, Robles på 12,87 och Merritt på det nuvarande världsrekordet 12,80